# アンテナショップ
アンテナショップ (Antenna shop) とは、企業や地方自治体などが、自社の製品や地元の特産物などを広く紹介したり、消費者の反応を探る目的で開設する店舗のこと。パイロットショップ (Pilot shop) とも呼ばれる。

## 日本国内
地域活性化センターによると、日本のアンテナショップの始まりは1994年頃、バブル景気の崩壊で増えた東京・有楽町や銀座の空き家店舗を利用し、地方自治体が地域の特産品を売り始めたことがきっかけ。

### 企業のアンテナショップ
一般企業におけるアンテナショップは、主に消費者向けの最終製品を手がける企業が開設する。いわゆるショールームとしての機能のほか、自社製品のユーザー向けのサポート窓口・修理受付、消耗品の販売などを行うことが多い。また新製品のテスト販売を行ったり、アンテナショップ限定のグッズを用意したりする場合もある。
場所としては主に当該企業の本社ビル内やその周辺、あるいは人の多い繁華街に出店するのが一般的（例：メルセデス・ベンツ コネクション、ホンダウエルカムプラザ青山など）。最近ではキヨスクにアンテナショップの機能を持たせたものも登場している（詳しくはキヨスクの項を参照）。
またフランチャイズ展開を行うチェーンストアにおいては、直営店が実質的なアンテナショップの役割を担うことが多い。特に当該チェーンの本社・本部の周辺にある直営店では試験的なメニューの販売が行われたり、実験的な業態の店舗が開設されたりすることが多い。
企業が自社製品でなく、収益のほかに地域おこしへの貢献を目的として、地方物産など他社の製品を広く集めたアンテナショップを展開することもある。東日本旅客鉄道（JR東日本）の「のもの」、三越伊勢丹ホールディングスによる「旅するマーケット」（東京）などである。

### 地方自治体のアンテナショップ
自治体が運営するアンテナショップの前身と言える存在として、1932年（昭和8年）に丸ノ内ビルヂング1階の空きブースに作られた、地方物産陳列所がある。陳列所には15の自治体が協賛し、ジャパン・ツーリスト・ビューローの案内所を併設することで外国人観光客も対象として地方物産の案内や斡旋を行った。戦後は八重洲の国際観光会館と鉄道会館で同様の事業が行われたが、これらは全て小規模ブースが集合した業態だった。平成6年頃から、各自治体が独立した店舗をアンテナショップとして運営するようになった。
自治体のアンテナショップは、自治体やその外郭団体、自治体が出資または契約する企業により設置・運営される。食品や伝統工芸など特産品の販売促進が主たる目的で、観光客や旅行者、Uターン・Iターンの喚起、企業の誘致への波及効果も狙っている。そのため消費者や企業、他の地方や海外からの来訪者も多い東京都内に置かれることが多い。都内の自治体アンテナショップは2019年時点で79店と過去最多に増えている（地域活性化センター調査）。三大都市圏の中心都市である大阪市や名古屋市など、首都圏以外にも、一部自治体が出店している。都道府県が都内に設置する場合は、主として山手線沿線とその内側の都心部に立地している。有楽町駅前の東京交通会館のように、複数のアンテナショップが集まる施設もある。東京都も都内に設置しており、中には北海道や沖縄県のように複数のアンテナショップ（地元を含む）を展開する自治体もある。期間限定や、都道府県でなく市町村が商店街などに設けるアンテナショップもある。
特産品の販売所だけでなくギャラリー、観光情報コーナーなども備えられている店もある。首都圏在住者などにとって遠方の物産や観光情報を入手できるだけでなく、地方出身者が故郷の食品などを買える場でもある。中には宮城県の「宮城ふるさとプラザ」、新潟県の「銀座・新潟情報館　THE NIIGATA」、三重県の三重テラス、香川県・愛媛県共同設置の「せとうち旬彩館」、鹿児島県の「かごしま遊楽館」など飲食店を併設するものもある。 
徳島県が2018年に開設した「Turn Table」（ターンテーブル）は宿泊も可能である。
企業の場合にも共通するが、アンテナショップはPR活動が重要な要素となるため、都市部の中でも立地の良い場所が必然的に選ばれる。そのため、テナント料をはじめとした維持費が高くつくのが難点といえる。アンテナショップへの公的資金の投入額は最小で300万円、多いところでは2億円程度と言われており、人気店以外では採算割れする店も少なくない。
徳島県のように、自前のアンテナショップに替えて、近隣のコンビニエンスストア内に特産品コーナーを設けたケースもある。鳥取県と岡山県の合同アンテナショップ、とっとり・おかやま新橋館や香川県と愛媛県の合同アンテナショップ、香川・愛媛せとうち旬彩館のように複数の自治体で共同運営するところもある。
また最近では、地方の特産品・加工品等を地元の住民がそもそも知らない、というケースも増えていることから、地域による地域のためのアンテナショップを管内に設置する動きも出てきている。鳥取県の鳥取中部ふるさと広域連合が運営する「Coup! la cafe」（クラカフェ）などがその代表例である。
東京都内のアンテナショップは2020年にはピークの81店舗だったが、その後の新型コロナウイルス流行の影響や地価の高騰、通信販売の普及などを受け、2023年時点で67店舗まで減少した。アンテナショップが複数立地する日本橋地区や八重洲地区では再開発のため移転もしくは閉館するところもある。
一方で2024年頃から北陸新幹線の延伸や大阪・関西万博の開催などを背景として、関西圏へのアンテナショップ出店が増加している。

#### 地方自治体の主なアンテナショップ

##### 東京都内

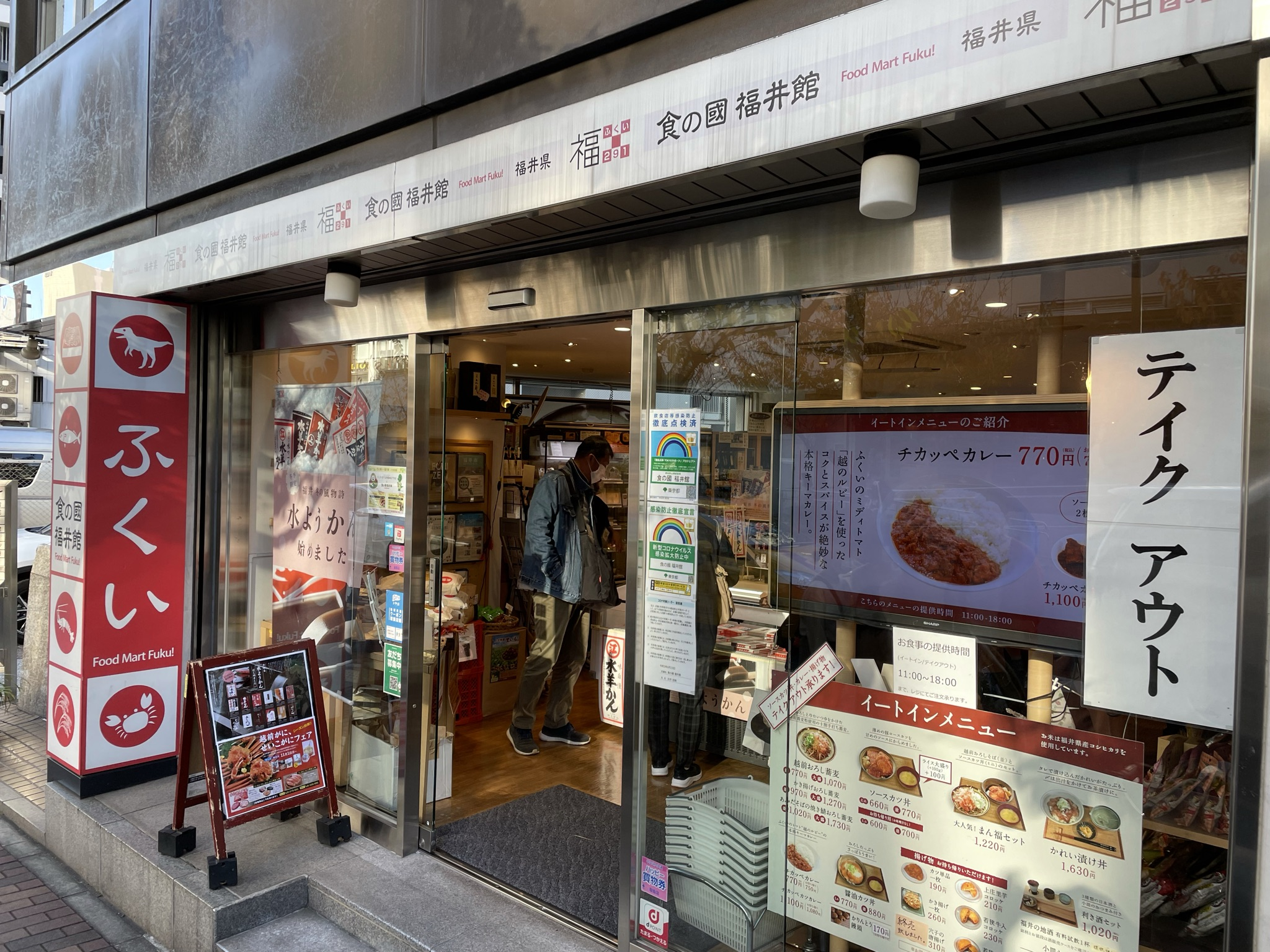
食の国　福井館

都道府県
- 北海道
  - 北海道どさんこプラザ（東京都千代田区有楽町 東京交通会館内）[14]
  - 北海道フーディスト八重洲店（東京都中央区八重洲）
  - まるごと北海道雷門物産本舗（東京都台東区雷門）
- 青森県
  - 青森県特産品センター東京店（東京都中央区新富）
- 岩手県 - いわて銀河プラザ（東京都中央区銀座）[14]
- 宮城県 - 宮城ふるさとプラザ（COCO MIYAGI）（東京都中央区日本橋茅場町）[14] ※2024年12月15日をもって池袋での営業を終了[15]、2025年1月28日に期間限定で茅場町へ移転[16]、2025年8月8日に有楽町 東京交通会館内に正式に移転 [17]。
- 秋田県
  - 花まるっ秋田ふるさと館（東京都千代田区有楽町 東京交通会館内）
  - あきた美彩館（東京都港区高輪、ウィング高輪）[14]
- 山形県 - おいしい山形プラザ（東京都中央区銀座）[14]
- 福島県
  - 日本橋ふくしま館MIDETTE（ミデッテ）（東京都中央区日本橋室町 柳屋太洋ビル）[14]
  - ふくしま市場（東京都江戸川区東葛西）
  - 八重洲観光交流館（東京都中央区八重洲）
  - サテライトショップふくしま（東京都台東区上野）
- 茨城県
  - IBARAKI sense（中央区銀座 紺屋ビル）[14]
  - 黄門マルシェ〜いばらき農園〜（東京都中央区銀座）
- 栃木県 - とちまるショップ（東京都墨田区押上）東京スカイツリータウン東京ソラマチイーストヤード4F[14]
- 群馬県
  - ぐんま総合情報センター「ぐんまちゃん家（ち）」（東京都中央区銀座 The ORB Luminous）[14]※2022年12月30日閉店[18][19]
- 埼玉県 - 埼玉アンテナショップ（東京都新宿区西新宿）
  - ナチュラルローソン新宿駅西店に、特産品コーナーとして開設。
- 東京都
  - TOKYO地域特産品売店 （東京都新宿区西新宿2-8-1）
  - 東京愛らんど（東京都港区海岸 竹芝客船ターミナル内）[14]
- 新潟県 - 銀座・新潟情報館 THE NIIGATA（東京都中央区銀座5丁目）
- 富山県
  - いきいき富山館（東京都千代田区有楽町 東京交通会館）[14]
  - 日本橋とやま館（東京都中央区日本橋）
- 石川県 - 八重洲いしかわテラス（東京都中央区八重洲）[20]

- 福井県
  - ふくい南青山291（東京都港区南青山グラッセリア青山内）[14]
  - ふくい食の國291（東京都中央区銀座）[14]
- 山梨県
  - 富士の国やまなし館（東京都中央区日本橋 プラザビル）[14]
  - Cave de ワイン県やまなし（東京都中央区日本橋 プラザビル）※2020年度「富士の国やまなし館」リニューアル時に設置[14]
- 長野県 - 銀座NAGANO（東京都中央区銀座NOCOビル）[14]
- 岐阜県 - 岐阜トーキョー（東京都千代田区内幸町）
- 静岡県 - 静岡県東京観光案内所（東京都千代田区有楽町）
- 三重県 - 三重テラス（東京都中央区日本橋室町）[14]
- 滋賀県 - ここ滋賀（東京都中央区日本橋）[14] ※ゆめぷらざ滋賀（東京都千代田区有楽町）は2017年10月28日で営業終了[21]
- 大阪府 -
- 兵庫県 - 兵庫わくわく館（東京都千代田区有楽町）
- 奈良県 - 奈良まほろば館（東京都中央区日本橋室町）[14]
- 和歌山県 - わかやま紀州館（東京都千代田区有楽町 東京交通会館）[14]
- 鳥取県・岡山県 （2県共同運営）-  とっとり・おかやま新橋館（東京都港区新橋センタープレイス）[14] - 2014年9月28日にオープン。
- 広島県 - ひろしまブランドショップTAU(タウ)（東京都中央区銀座）[14]
- 島根県 - 日比谷しまね館（日比谷）※にほんばし島根館（東京都中央区日本橋）から移転し2020年5月開設[14]-Twitter -Instagram
- 山口県 - おいでませ山口館（東京都中央区日本橋 プラザビル）[14]
- 香川県・愛媛県（2県共同運営） - 香川・愛媛せとうち旬彩館（東京都港区新橋）[14]
- 徳島県・香川県（2県共同運営） - 徳島・香川トモニ市場（東京都千代田区有楽町 東京交通会館内）
- 徳島県
  - 徳島アンテナショップ：なっ!とくしま（東京都港区虎ノ門、ローソン虎ノ門巴町店内（徳島県東京事務所の近く）、東京都千代田区飯田橋、ローソン飯田橋三丁目店）
    - 虎ノ門の店舗は2009年3月24日に日本最初のコンビニ内のアンテナショップとして開設、飯田橋の店舗は2013年に開設。

  - Turn table（東京都渋谷区神泉町）[14] ※「徳島」と強調しない運営方針である。
- 高知県
  - まるごと高知（東京都中央区銀座 オーブプレミア）[14]  -Twitter -Instagram
  - 高知屋（東京都武蔵野市吉祥寺本町 大和ビル1F）
- 福岡県
  - ザ・博多（東京都千代田区有楽町 東京交通会館内）
  - 福扇華（東京都千代田区麹町住友不動産ふくおか半蔵門ビル）[14]
- 長崎県 - 日本橋長崎館（東京都中央区日本橋アーバンネット日本橋二丁目ビル）[14]
- 熊本県 - 銀座熊本館（東京都中央区銀座） -Twitter -Instagram
- 大分県 - 大分県フラッグショップ「坐来大分」（東京都中央区銀座 ヒューリック西銀座ビル）[14]
- 宮崎県 - 新宿みやざき館KONNE（東京都渋谷区代々木 新宿サザンテラス）[14]
- 鹿児島県 - かごしま遊楽館（東京都千代田区有楽町 千代田ビル）[14]
- 沖縄県 - 銀座わしたショップ本店（東京都千代田区有楽町 東京交通会館内)

全国の各都市
- つがる市（青森県） - 果房 メロンとロマン（新宿区神楽坂）※2019年7月新設[14]
- 八戸広域（共同）（青森県） - 8base（エイトベース）※2020年9月開設[14]
- 鶴岡市（山形県） - 鶴岡江戸屋敷（東京都江戸川区西葛西）
- 河北町（山形県） - 山形県河北町アンテナショップかほくらし（世田谷区三軒茶屋）※2019年1月新設[14]
- 飯豊町（山形県） - 飯豊町アンテナショップIIDE[14]※2019年3月リニューアルオープン[22]
- 下妻市（茨城県） - 下妻市特産品アンテナショップ「シモンちゃんの家」（東京都足立区千住旭町）
- かすみがうら市（茨城県） - かすみがうら市特産品アンテナショップ（東京都板橋区宮本町イナリ通り）
- 墨田区（東京都） - 産業観光プラザ「すみだ まち処」[14]
- 江戸川区（東京都） - 伝統工芸カフェ アルティザン（江戸川区篠崎町）※2008年7月新設[14]
- 江戸川区（東京都） - アンテナショップ エドマチ（江戸川区船堀）※2018年8月新設[14]
- 武蔵野市（東京都） - アンテナショップ「麦わら帽子」[14]
- 魚津市（富山県） - うおづや（東京都板橋区中板橋）
  - 中板橋商店街振興組合の運営。産直食堂を併設[23]。
- 金沢市（石川県） - 銀座の金沢（東京都中央区銀座）
- 安曇野市（長野県） -  アンテナショップ「麦わら帽子」（東京都武蔵野市）
- 熱海市（静岡県） - 熱海市インフォメーションセンター（東京都中央区京橋）
- 高梁市（岡山県） - 備中高梁館（東京都杉並区西荻北）[24]
- 府中市（広島県） - 広島県府中市アンテナショップNEKI（千代田区神田）※2017年8月新設[14]

##### 他府県
- 青森県 - 青森県特産品センター弘前店（青森県弘前市亀甲町津軽藩ねぷた村内）
- 青森県・岩手県・秋田県（3県共同運営） - きた東北発見プラザ・JENGO（ジェンゴ）（大阪府大阪市中央区）
- 愛知県 - ピピッと!愛知（愛知県名古屋市中区栄四丁目1番1号 中日ビルB1F）
- 鳥取県（鳥取中部ふるさと広域連合） - 「Coup! la cafe」（クラカフェ）（鳥取県倉吉市山根557-1 SCパープルタウン1F）
- 徳島県 - とくしま県の店（大阪府大阪市中央区）
- 熊本県 - 熊本よかもんSHOP（大阪府大阪市中央区・ローソン安土町2丁目店内に、特産品コーナーとして開設）
- 東日本の各県 - まるまるひがしにほん 東日本連携センター(さいたま市大宮区の東口すぐ)

##### 閉店した主なアンテナショップ
- 全国 - 銀座めざマルシェ（東京都中央区銀座）
  - のちに移転によりお台場めざマルシェに改名するも、2012年に閉店。
- 全国‐むらからまちから館（東京都千代田区有楽町 東京交通会館内）2022年6月19日閉店。
- 北海道 - さっぽろスイーツカフェ（札幌市中央区さっぽろ地下街オーロラタウン内） 
  - さっぽろスイーツを札幌の新たなブランドとして「さっぽろ地下街オーロラタウン内」に2009年5月28日設立、2016年8月21日閉店[25]。
- 北海道 - カムイン北海道（大阪府大阪市中央区） 
  - 2012年3月28日閉店[26]。 閉店後、鹿児島県との共同設置により『北海道かごしま館』を6月1日に開設している。
- 北海道・鹿児島県 - 北海道かごしま館[リンク切れ]
  - 前述の「カムイン北海道」の後継として出店したが、現在は閉店。
- 函館市（北海道） - 函館もってきました。（東京都中央区京橋 ローソン京橋駅前店内） 
  - あおもり北彩館東京店（東京都千代田区富士見）
  - 再開発に伴い2025年7月31日で閉店[27]
- 新潟県 - 表参道・新潟館ネスパス（東京都渋谷区神宮前）[14]。2023年12月25日に閉館[28]。翌2024年銀座に「銀座・新潟情報館　THE NIIGATA」として移転、再オープン。
- 長野県 - おいしいさんぽ信州（東京都中央区築地）ナチュラルローソン築地東劇ビル店に、特産品コーナーとして開設
  - 2010年4月オープン、2012年3月閉店[29]
- 石川県 - いしかわ百万石物語・江戸本店（東京都中央区銀座TH銀座ビル）
  - 八重洲に移転（「八重洲いしかわテラス」）するため、2023年10月9日閉店[30]。
- 大阪府 -浪花のえぇもんうまいもん大阪百貨店（東京都千代田区有楽町 東京交通会館内）
  - 2022年12月30日閉店
- 鳥取県 - 食のみやこ鳥取プラザ（東京都港区新橋）
  - 2014年8月27日まで鳥取県単独で運営していた。閉店後はアンテナショップの機能を前述の「とっとり・おかやま新橋館」に継承[31]。
- いわき市（福島県） - いわき・ら・ら（東京都港区新橋） 
  - 1994年にオープンしたが、2011年3月に閉店[32]。
- 三浦市（神奈川県） - 三浦市東京支店「なごみま鮮果」（東京都千代田区神田）※閉館[14]
- 豊岡市（兵庫県） - 豊岡市アンテナショップ「コウノトリの恵み 豊岡」（東京都千代田区有楽町）
  - 2020年4月末に閉店。
- 京都市（京都府） - 京都館。東京都港区赤坂に1999年開店。中央区八重洲に移転、再開発のため2018年3月閉館し、京都情報を紹介する公認サイトへ転換した[33]。

### 外国のアンテナショップ

#### アジア太平洋
- モンゴル - モンゴルアンテナショップMON（茨城県つくば市）
- 韓国 -チョンガーネ（東京都新宿区百人町・新大久保駅最寄り）
- 台湾 - 台湾物産館笹塚本店（東京都渋谷区笹塚）
- ロシア - ロシア雑貨店パルク（東京都杉並区阿佐谷北）
- タイ - アジアスーパーストア（東京都新宿区大久保）
- ミャンマー（ビルマ） - MOTHER HOUSE（東京都新宿区高田馬場）
- ベトナム - HSC Station Thực phẩm và dịch vụ cho người Việt ở Fukuoka（福岡県福岡市東区箱崎）
- ベトナム - アジア物産（広島県福山市霞町）
- インドネシア他 - バリタイ（福岡県福岡市西区横浜）
- ニュージーランド - ニュージーランドギフトショップ（東京都港区赤坂）
- ネパール - バラヒ フード&スパイスセンター（東京都新宿区百人町）

#### 中近東
- 南アフリカ - マデリーフ&カニールス（埼玉県さいたま市浦和区常盤）
- トルコ - カセリア（愛知県名古屋市中区大須）
- 中国 - 中国物産長江（愛知県名古屋市中村区椿町）
- ウガンダ - RICCI EVERYDAY The Hill 神楽坂ショールーム（東京都新宿区市谷甲良町）

#### ヨーロッパ
- ドイツ - ダンケ（奈良県生駒市 西旭丘）
- フランス - Bon’ap!（ボンナップ！）（神戸市中央区 御幸通）
- スペイン - スペインクラブ銀座（東京都中央区銀座）
- イタリア - CA'MONTE　（カ・モンテ）（東京都渋谷区神宮前）
- 北欧 - sunadish（福井県福井市）

#### アメリカ
- 南米 - アルパカハウス 長野県茅野市ちの3502-1 ベルビア2F
- カナダ - FIRSTNATIONS　神奈川県横浜市西区戸部本町50-14
- アメリカ - teira dochiraika　愛媛県松山市大街道二丁目２-８　モスリン館３０１
- アメリカ - PORTA AND GATE　沖縄県那覇市牧志2-16-19